# Stradouň

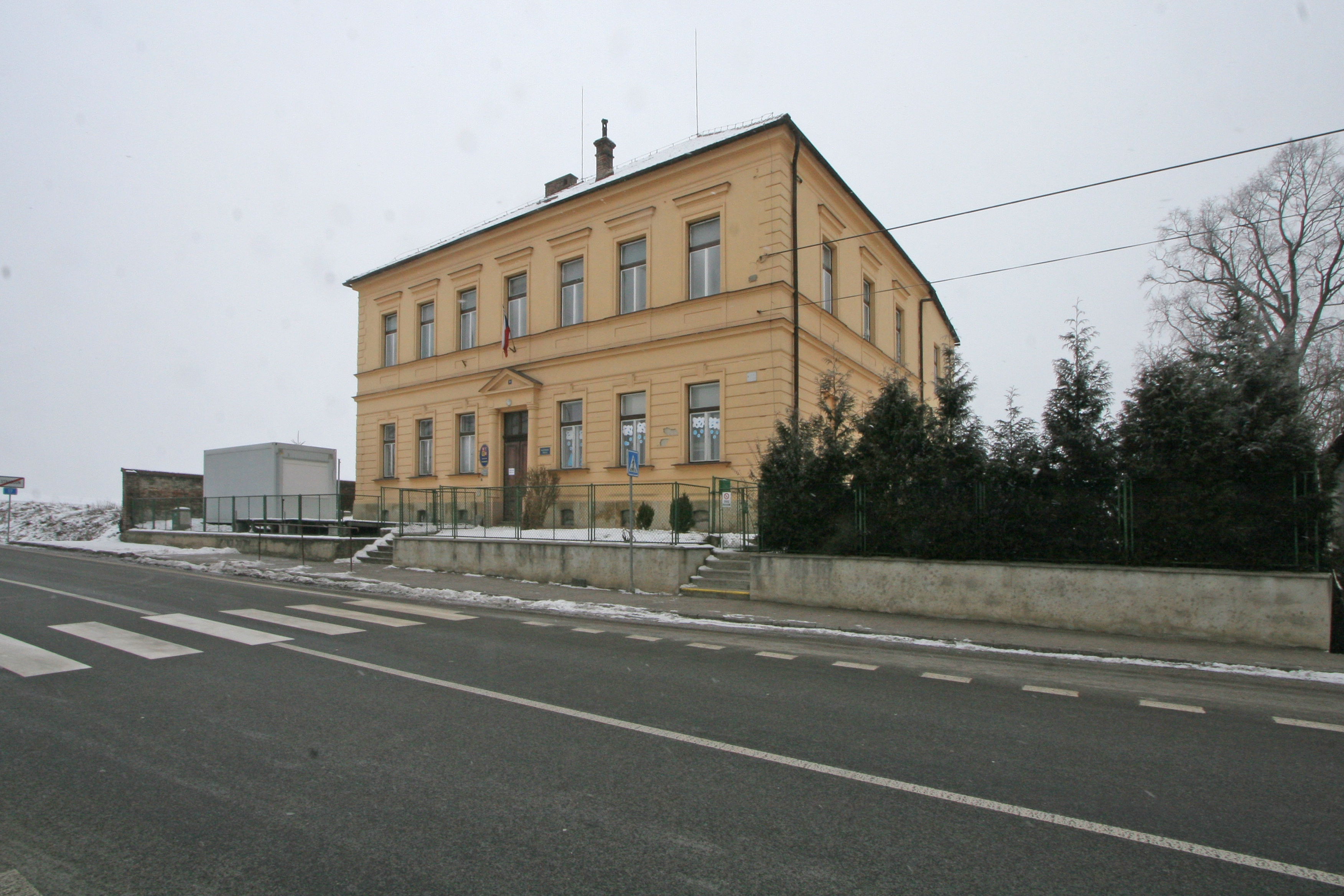
Gemeindeamt

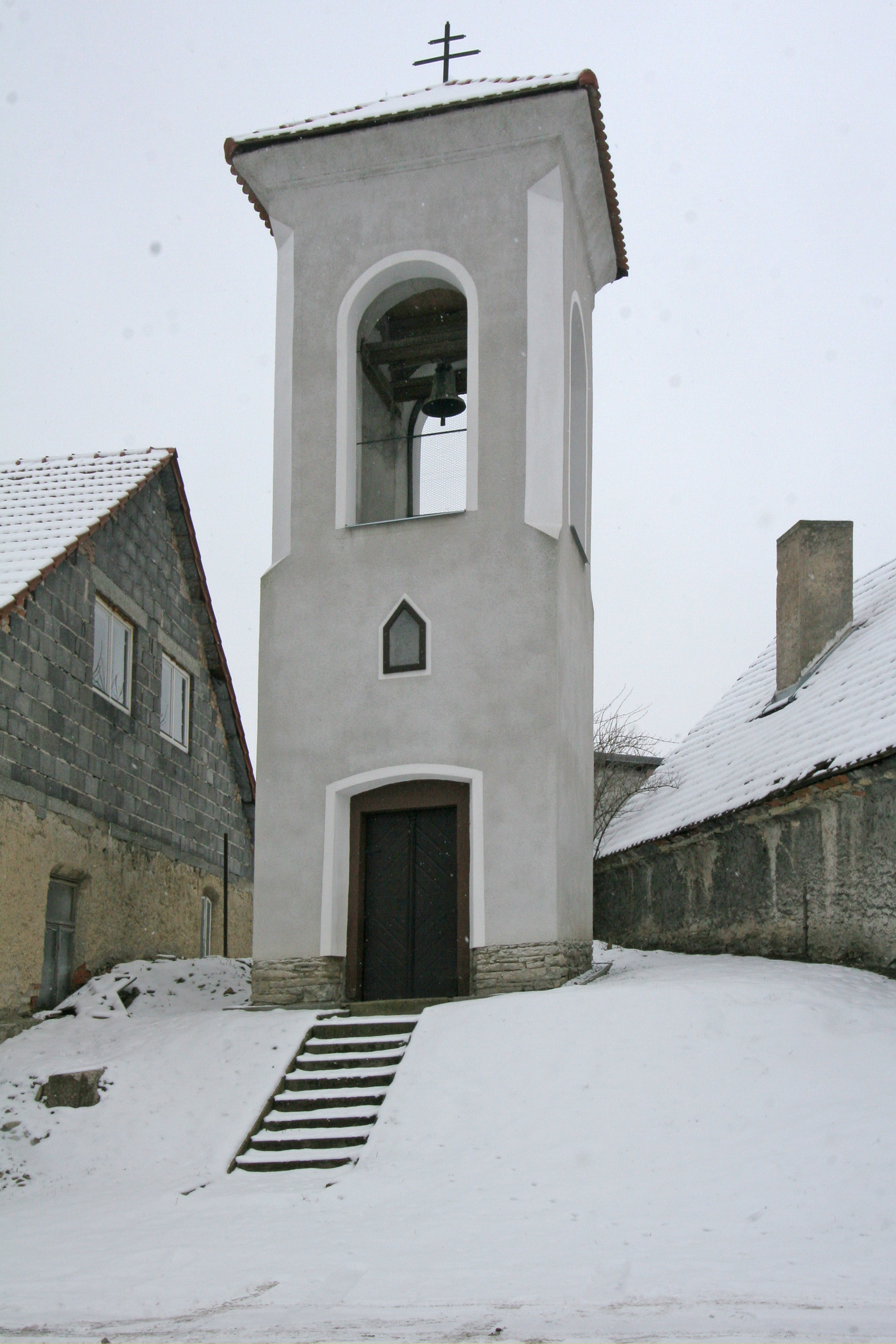
Glockenturm

Stradouň (deutsch Stradaun) ist eine Gemeinde in Tschechien. Sie liegt sieben Kilometer nordwestlich von Vysoké Mýto und gehört zum Okres Ústí nad Orlicí.

## Geographie
Stradouň befindet sich am Fuße des Vraclavský hřbet (Wratzlawer Kamm) auf der Hrochotýnecká tabule (Hrochow-Teinitzer Tafel). Das Dorf wird vom Bach Svařeňka durchflossen, der nördlich des Ortes in die Loučná mündet. In Stradouň kreuzt sich die Staatsstraße I/17 zwischen Hrochův Týnec und Zámrsk mit der II/305 zwischen Luže und Horní Jelení. Östlich erhebt sich der Kamenec (337 m n.m.), im Südwesten der Háj (324 m n.m.).
Nachbarorte sind Sedlíšťka und Radhošť im Norden, Malejov, Janovičky und Nová Ves im Nordosten, Pod Horou, Svatý Mikuláš und Vraclav im Osten, Vrchy und Sedlec im Südosten, Bětník und Vinary im Süden,  Mentour, Poděčely, Beziny, Chroustovice und Holešovice im Südwesten, Ostrov im Westen sowie Turov, Uhersko und Opočno im Nordwesten.

## Geschichte
Das Dorf entstand am Strenitzer Landessteig (Trstenická stezka), einem bedeutenden Handelsweg zwischen Böhmen und Mähren. Die erste urkundliche Erwähnung von Stradouň erfolgte 1160, als der Vladike Štěpán von Stradouň seinen Zollertrag dem Benediktinerkloster Podlažice stiftete. Im Jahre 1304 gehörte Stradouň zu den Städten und Dörfern, die König Wenzel II. dem Kloster Königsaal als Dotation überließ. Nach dem Ende der Hussitenkriege überließ König Sigismund das Dorf an Diviš Bořek von Miletínek. Später erwarb die Königsstadt Hohenmauth das Gut Stradouň. Da die Stadt 1547 den böhmischen Ständeaufstand unterstützt hatte, konfiszierte König Ferdinand I. 1548 deren Güter. Stradouň verkaufte er an Diviš Slavata von Chlum und Koschumberg, der das Gut seiner Herrschaft Chroustovice einverleibte. 
Im Jahre 1835 umfasste das im Chrudimer Kreis an der Chrudimer Poststraße gelegene Dorf Stradaun aus 94 Häusern, in denen 449 Personen lebten. Fünf der Häuser gehörten zur Stadt Hohenmauth. Auf dem Chraustowitzer Anteil lebten fünf protestantische Familien. Im Ort gab es ein Einkehrhaus und eine Mühle. Katholischer Pfarrort war Wratzlaw. Bis zur Mitte des 19. Jahrhunderts blieb Stradaun der Allodialherrschaft Chraustowitz untertänig.
Nach der Aufhebung der Patrimonialherrschaften bildete Stradouň ab 1849 eine Gemeinde im Gerichtsbezirk Hohenmauth. Ab 1868 gehörte die Gemeinde zum politischen Bezirk Hohenmauth. Ab 1961 gehörte die Gemeinde zum Okres Chrudim. Zwischen 1985 und 1991 war Ostrov eingemeindet. Am 1. Januar 2007 wechselte die Gemeinde in den Okres Ústí nad Orlicí.

## Gemeindegliederung
Für die Gemeinde Stradouň sind keine Ortsteile ausgewiesen. Zu Stradouň gehört die Einschicht Pod Horou.

## Sehenswürdigkeiten
- Glockenturm